# Tielrodebroek
Het Tielrodebroek (ook: Potpolder) is een als natuurgebied beheerd overstromingsgebied aan de samenvloeiing van de Durme en de Schelde. Het ligt ten zuiden van de kom van Tielrode.
Het is een polder van ruim 90 ha, die vroeger 's-winters overstroomd werd en 's-zomers als hooiland werd gebruikt. Nu is het een gecontroleerd overstromingsgebied, van de rivier afgeschermd door een zomerdijk, dat bij hoge waterstanden onder kan lopen.
Hoewel het gebied van belang is voor watervogels, is de botanische waarde ervan nog laag. Door te maaien en het maaisel af te voeren verwacht men uiteindelijk ook de botanische waarde te vergroten.